# Декуманус (Римски град)
Декуманус(Decumanus)(множина- декумани) је латински назив дат свакој улици оријентисаној у правцу исток-запад ,сваком у римском граду или каструму (војном логору). У правоугаоној уличној мрежи која јес сачињавала план типичног римског града, декумане су укрштале  правоугаоно са  кардинама, тј улицама орјентисаним у правцу север–југ. Главни, или централни, декуманус био је Декуманус Макимус, или понекад једноставно називан само  Декуманус.

## Галерија
- План Силчестера
- План Римског Келна.
- Древни Напуљ,декумани означени црвеном бојом.